# Томчук, Иван Феликсович
Ива́н Фе́ликсович Томчу́к (род. 15 января 1923, Винница) — украинский художник декоративной керамики; член Союза художников Украины.

## Биография
Родился 15 января 1923 года в селе Шереметцы (теперь район Пирогово Винницы). 1959 года окончил Львовский институт прикладного и декоративного искусства (преподаватели: Тарас Порожняк, Витольд Манастырский, Даниил Довбошинский).
С 1966 года преподавал во Львовском институте прикладного и декоративного искусства.
Участвовал во всеукраинских выставках с 1969 года. Жил в Львове в доме на улице Тернопольской.

## Творчество
Работал в области декоративного искусства (художественная керамика).
Произведения:
- декоративные тарелки «счастливая полонина» (1960); «мечтательная Екатерина» (1961);
- декоративные блюда «Думы об Украине» (1963); «Снова на Украине» (1964) и прочее.

Его произведения хранятся в Музее этнографии и художественного промысла во Львове.